# Ivar's
A Ivar's é uma cadeia de restaurantes de mariscos sediada em Seattle, Washington, Estados Unidos, com operações na região de Puget Sound.
A Ivar's também é proprietária da cadeia de restaurantes de hambúrgueres Kidd Valley, com sede em Seattle.

## História
O Ivar's foi fundado em 1938 pelo cantor folk de Seattle Ivar Haglund. Depois de ter construído o primeiro aquário de Seattle no que é atualmente o Cais 54, decidiu acrescentar um bar de fish and chips para alimentar os seus visitantes. No entanto, o bar durou pouco tempo. Em 22 de julho de 1946, Haglund abriu um novo restaurante, o Ivar's Acres of Clams, no mesmo local. O aquário fechou dez anos mais tarde, mas o restaurante manteve-se.
O Ivar's tem dois outros restaurantes de serviço completo: Ivar's Salmon House, no bairro de Northlake, em Seattle, e Ivar's Mukilteo Landing, em Mukilteo, Washington, junto ao terminal de ferries do estado de Washington. Existe um bar de peixe no exterior dos três restaurantes de serviço completo. Todos os outros locais são bares de marisco.
Nard Jones observou em 1972 que Haglund “não tinha medo de refletir a tradição de Puget Sound na decoração dos seus restaurantes, enquanto outros da sua profissão parecem querer fazer com que os seus clientes se esqueçam de onde estão”. A este respeito, destacou a Salmon House, “uma réplica quase exata de uma antiga casa indígena”.
Todos os dias da Independência, de 1964 a 2008, a Ivar's patrocinou o Fourth of Jul-Ivar's Festival e o espetáculo de fogos de artifício no Myrtle Edwards Park, no centro de Seattle, em Elliott Bay. A Ivar's estimava um público de cerca de 300.000 pessoas. Em 3 de abril de 2009, a Ivar's anunciou que deixaria de patrocinar o seu espetáculo de fogos de artifício comunitário de Fourth of Jul-Ivar's Festival. A Ivar's decidiu concentrar os seus esforços em alimentar as famílias do Noroeste Pacífico através da sua parceria com a Northwest Harvest.
Em 2021, o Kettle Classic Clam Chowder with Uncured Bacon, vendido apenas na Costco, foi recolhido em 13 estados por causa do plástico no Chowder.